# Turdinus
Turdinus – rodzaj ptaków z rodziny dżunglaków (Pellorneidae).

## Zasięg występowania
Rodzaj obejmuje gatunki występujące w Azji Południowo-Wschodniej.

## Morfologia
Długość ciała 18–21,5 cm; masa ciała 52–71,5 g.

## Systematyka

### Etymologia
Turdinus: nowołac. turdinus „jak drozd”, od łac. turdus „drozd”.

### Podział systematyczny
Do rodzaju należą następujące gatunki:
- Turdinus macrodactylus (Strickland, 1844) – drozdodżunglak białogardły
- Turdinus rufipectus Salvadori, 1879 – drozdodżunglak rdzawobrzuchy
- Turdinus atrigularis (Bonaparte, 1850) – drozdodżunglak czarnogardły
- Turdinus marmoratus Wardlaw Ramsay, 1880 – drozdodżunglak rdzawouchy